# Battle Worlds: Kronos
Battle Worlds: Kronos ist ein rundenbasiertes Strategiespiel, das von King Art entwickelt wurde. Es erschien am 4. November 2013 für PC und am 6. November 2014 für iOS und Android. Am 26. April 2016 folgten Fassungen für PlayStation 4 und Xbox One. Die Portierung für Nintendo Switch wurde am 11. Juni 2019 veröffentlicht. Mit Trains erschien eine kostenlose Computerspiel-Erweiterung.

## Entwicklung
Das Projekt würde über Kickstarter vorfinanziert. Schon innerhalb eines Tages war das Ziel zu 20 % erfüllt. Insgesamt konnten 260.000 US-Dollar eingesammelt werden, wodurch die Kampagne erfolgreich verlief. Auch nach der Veröffentlichung wurden weiter Inhalte hinzugefügt. Mit Patch 1.2 wurde die Spielbalance überarbeitet und selbst erstellte Karten konnten beim Hersteller hochgeladen und bewertet werden. Die kostenfreie Erweiterung Trains erweiterte das Spiel um Züge als neuen Einheitentyp und fügte eine weitere Einzelspielerkampagne hinzu. 2014 erfolgte die Portierung auf mobile Plattformen als Vollpreisspiel. Während das Spiel grafisch an die Plattformen angepasst wurde, blieb es spielerisch unverändert und ermöglichte plattformübergreifendes Spielen. 2016 erfolgte die Umsetzung für Konsolen von Microsoft und Sony. Die Umsetzung für Switch enthielt bereits die Erweiterung Trains und erschien 2019.

## Rezeption
Für Rüdiger Steidle von GamersGlobal sei das Spiel schnell erlernt und habe dennoch genug Raum für taktische Finessen. Das Stein-Schere-Papier-Prinzip der Einheiten und das Design der Missionen überzeuge. Der Computergegner spiele auf taktischer Ebene nahezu perfekt. Der Spielfluss bleibe jedoch zäh. Auch Jörg Langer bemerkte, dass der Spielfluss veraltet wirke, auch wenn Modernisierungen Einzug erhielten. Im Mehrspielermodus mit seinen zeitaufwändigen, aber ergiebigen könne es seine Stärken besser ausspielen. Es erinnere stark an die frühen Battle-Isle-Teile. Auch Martin Deppe von GameStar bemerkte, dass es ein gelungener Nachfolger zu Battle Isle 2 sei. Jedoch seien die Karten nur sparsam animiert. Die Hintergrundgeschichte sei wenig spannend und nicht vertont. Die Multiple-Choice-Dialoge wirken sich nicht aufs Geschehen aus, sodass jegliche Belohnung für Zwischenziele fehle. Marcel Kleffmann von 4Players betonte, dass die Gefechte ruhige Planung benötigen und sich auf großen Karten über Stunden hinziehen können. Der Soundkulisse fehle die Wucht, die Fraktionen unterschieden sich kaum voneinander und das Gelände habe zu wenig Einfluss auf die Kämpfe. Der Schwierigkeitsgrad könne nicht gewählt werden. Das Spiel bestrafe Fehler hart und sei eindeutig nicht für Gelegenheitsspieler konzipiert. Das Spiel richte sich an Liebhaber klassischer Hexfeld-Spiele. Der Schwierigkeitsgrad sei hoch, bleibe aber fair. Die Steuerung auf der PlayStation 4 sei gut vom PC übertragen. Ein Mehrspielermodus fehle auf der Konsole. Ebenso der Karteneditor. Für Eurogamer ist Battle Worlds: Kronos trotz erzählerischer Schwächen und dröger Präsentation empfehlenswert, da spielerisch nahezu alles stimmig sei.

### Auszeichnungen
- Deutscher Entwicklerpreis 2014: bestes Strategiespiel[16]